# 克雷泰伊省府站
克雷泰伊省府站（法語：Créteil – Préfecture）是巴黎地鐵的一個車站，位於克雷泰伊。克雷泰伊省府站是一個地面車站，開業於1974年9月10日，曾是巴黎地鐵8號線的東側起點車站。車站附近有克雷泰伊湖。

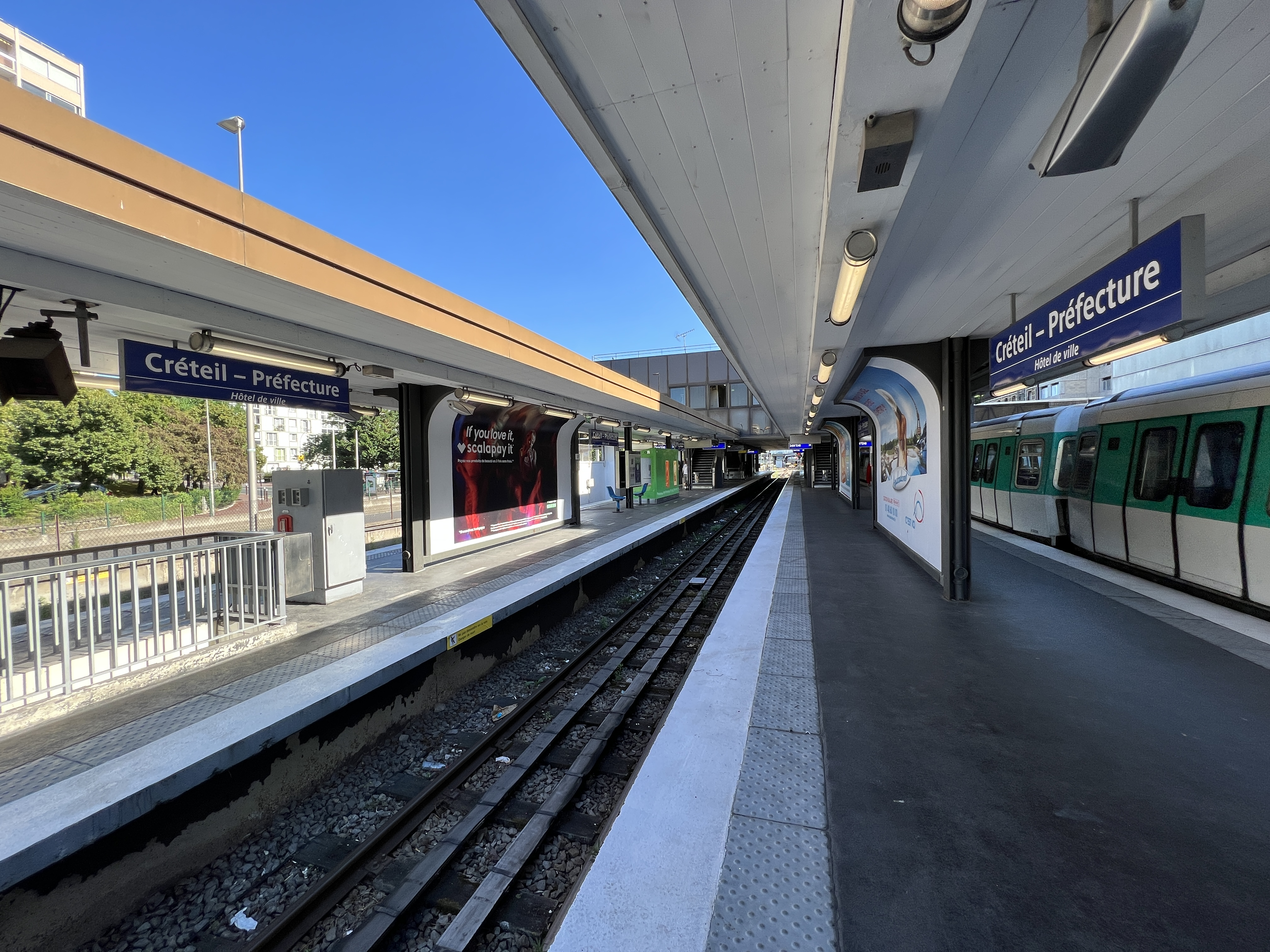
月台（2022年7月）

## 車站結構
| 月台層 | 西行               | 往巴拉（克雷泰伊大學） |
| 月台層 | 島式月台，左側開門 |                        |
| 月台層 | 中央軌道           | 無定期服務             |
| 月台層 | 島式月台，左側開門 |                        |
| 月台層 | 東行               | 往湖之角（總站）       |
| 月台層 | 1F                 | 夾層                   |
| 月台層 | 街道層             |                        |